# Élections législatives de 1973 dans le Cantal
Les élections législatives françaises de 1973 se déroulent les 4 et 11 mars 1973. Dans le département du Cantal, deux députés sont à élire dans le cadre de deux circonscriptions.

## Élus
| Circonscription | Député sortant   | Parti | Parti | Député élu ou réélu | Parti | Parti |
| --------------- | ---------------- | ----- | ----- | ------------------- | ----- | ----- |
| 1re             | Augustin Chauvet |       | UDR   | Augustin Chauvet    |       | UDR   |
| 2e              | Pierre Raynal    |       | UDR   | Pierre Raynal       |       | UDR   |

## Résultats

### Résultats à l'échelle du département
| Parti                 | Parti                                   | Premier tour | Premier tour | Second tour | Second tour | Sièges |
| Parti                 | Parti                                   | Voix         | %            | Voix        | %           | Sièges |
| --------------------- | --------------------------------------- | ------------ | ------------ | ----------- | ----------- | ------ |
|                       | Union des démocrates pour la République | 45 912       | 55,23        | 24 933      | 55,24       | 2      |
|                       | Divers droite                           | 2 699        | 3,25         |             |             | 0      |
|                       | Union des républicains de progrès       | 48 611       | 58,48        | 24 933      | 55,24       | 2      |
|                       |                                         |              |              |             |             |        |
|                       | Parti communiste français               | 15 244       | 18,34        | 14 795      | 32,78       | 0      |
|                       | Parti socialiste                        | 12 965       | 15,60        |             |             | 0      |
|                       | Union de la gauche                      | 28 209       | 33,93        | 14 795      | 32,78       | 0      |
|                       |                                         |              |              |             |             |        |
|                       | Mouvement réformateur                   | 6 307        | 7,59         | 5 406       | 11,98       | 0      |
|                       |                                         |              |              |             |             |        |
| Inscrits              | Inscrits                                | 112 003      | 100,00       | 59 366      | 100,00      | 2      |
| Abstentions           | Abstentions                             | 26 582       | 23,73        | 13 438      | 22,64       |        |
| Votants               | Votants                                 | 85 421       | 76,27        | 45 928      | 77,36       |        |
| Blancs et nuls        | Blancs et nuls                          | 2 294        | 2,69         | 794         | 1,73        |        |
| Exprimés              | Exprimés                                | 83 127       | 97,31        | 45 134      | 98,27       |        |
| Source : Data.gouv.fr |                                         |              |              |             |             |        |

### Résultats par circonscription

#### Première circonscription (Aurillac)
| Candidat       | Candidat                       | Parti          | Premier tour | Premier tour | Second tour | Second tour |  |
| Candidat       | Candidat                       | Parti          | Voix         | %            | Voix        | %           |  |
| -------------- | ------------------------------ | -------------- | ------------ | ------------ | ----------- | ----------- |  |
|                | Augustin Chauvet sortant réélu | UDR (URP)      | 20 599       | 45,72        | 24 933      | 55,24       |  |
|                | Michel Leymarie                | PCF            | 9 532        | 21,16        | 14 795      | 32,78       |  |
|                | Jean Nolorgues                 | CD (MR)        | 6 307        | 14           | 5 406       | 11,98       |  |
|                | Claude Tanné                   | PS (UGSD)      | 5 913        | 13,13        |             |             |  |
|                | Clément Bardet                 | Divers droite  | 2 699        | 5,99         |             |             |  |
|                |                                |                |              |              |             |             |  |
| Inscrits       | Inscrits                       | Inscrits       | 59 412       | 100,00       | 59 366      | 100,00      |  |
| Abstentions    | Abstentions                    | Abstentions    | 13 436       | 22,61        | 13 438      | 22,64       |  |
| Votants        | Votants                        | Votants        | 45 976       | 77,39        | 45 928      | 77,36       |  |
| Blancs et nuls | Blancs et nuls                 | Blancs et nuls | 926          | 2,01         | 794         | 1,73        |  |
| Exprimés       | Exprimés                       | Exprimés       | 45 050       | 97,99        | 45 134      | 98,27       |  |

#### Deuxième circonscription (Saint-Flour - Mauriac)
|                | Pierre Raynal sortant réélu | UDR (URP)      | 25 313 | 66,48  |  |  |  |
|                | René Souchon                | PS (UGSD)      | 7 052  | 18,52  |  |  |  |
|                | Louis Taurant               | PCF            | 5 712  | 15     |  |  |  |
|                |                             |                |        |        |  |  |  |
| Inscrits       | Inscrits                    | Inscrits       | 52 591 | 100,00 |  |  |  |
| Abstentions    | Abstentions                 | Abstentions    | 13 146 | 25     |  |  |  |
| Votants        | Votants                     | Votants        | 39 445 | 75     |  |  |  |
| Blancs et nuls | Blancs et nuls              | Blancs et nuls | 1 368  | 3,47   |  |  |  |
| Exprimés       | Exprimés                    | Exprimés       | 38 077 | 96,53  |  |  |  |